# Kara Hayward
Pour les articles homonymes, voir Hayward.
Kara Hayward est une actrice américaine, née le 17 novembre 1998 à Andover, dans le Massachusetts. Son premier film, Moonrise Kingdom, a été en lice pour la Palme d'or de Cannes 2012. Elle est membre de Mensa depuis l'âge de neuf ans.

## Biographie
Sa toute première prestation de comédienne a eu lieu dans un camp de vacances proche de celui de Moonrise Kingdom à l'occasion d'une pièce amateur. Cette expérience lui a donné le goût du jeu et l'envie, par ricochet, de participer à des castings. 
En 2010, elle participe à un casting pour un rôle dans Moonrise Kingdom, le réalisateur Wes Anderson cherchant deux acteurs entre 12 et 14 ans pour incarner les personnages principaux de son film. Elle se rappelle le jour où elle apprend qu'elle est prise : « Je venais juste de rentrer de l’école, et ma mère m’a dit que j’étais prise. Il m’a fallu une minute pour réaliser. C’était génial ! Ma petite vidéo de cinq minutes lors de la première audition m’avait finalement permis de décrocher le rôle. J’adore mon personnage : très sensible mais avec du caractère. Suzy Bishop est incomprise chez elle, elle vit avec trois petits frères, un père qui a des problèmes et une mère qui a une liaison. ».
Elle apprend donc le scénario par cœur : « J’ai une bonne mémoire. Ça a donc été facile, j’ai lu et relu le scénario jusqu’à ce que je le connaisse par cœur. » Pour se mettre dans la peau du personnage, Wes Anderson l'encourage à s'informer sur les années 1960 et à entretenir une relation épistolaire avec Jared Gilman (qui joue Sam dans le film), comme font les deux enfants dans l'histoire de Moonrise Kingdom.
Sa performance dans le film est très remarquée,,. Elle gravit les marches du festival de Cannes le 16 mai 2012, pour l'ouverture du festival, aux côtés de Bruce Willis, Edward Norton et Bill Murray, qui participent également au film. Sa révélation précoce rappelle Natalie Portman dans Léon de Luc Besson, et son air empreint de tristesse et très sixties rappelle les traits de la chanteuse Lana Del Rey.
En 2013, elle fait sa première expérience à la télévision, avec sa participation dans la série FBI : Duo très spécial.
En 2016, elle joue un petit rôle d'une étudiante anarchiste dans Paterson de Jim Jarmusch dans lequel elle retrouve Jared Gilman, qui fut son partenaire dans Moonrise Kingdom.

## Filmographie

### Cinéma

#### Longs métrages
- 2012 : Moonrise Kingdom de Wes Anderson : Suzy Bishop
- 2014 : The Sisterhood of Night : Emily Parris
- 2015 : Fan Girl (en) : Jamie
- 2015 : Quitters : Etta
- 2016 : Manchester by the Sea de Kenneth Lonergan : Silvie
- 2016 : Paterson de Jim Jarmusch
- 2019 : Us de Jordan Peele
- 2019 : To the Stars (en) de Martha Stephens
- 2020 : Derrière nos écrans de fumée de Jeff Orlowski

#### Court métrage
- 2012 : Moonrise Kingdom: Animated Book Short : Suzy Bishop

### Télévision

#### Série télévisée
- 2013 : FBI : Duo très spécial (White Collar) : Bee Wolcott (saison 5, épisode 5 : Dans la peau d'un autre)
- 2013 : New York, unité spéciale (Law and Order: Special Victims Unit) : Rachel Burns (saison 15, épisode 07)
- 2017 : Haters Back Off : Amanda (saison 2, personnage récurrent)
- 2022 : Roar : Millie (épisode 8)